# 나의 피투성이 연인
나의 피투성이 연인(Birth)은 한국에서 제작된 유지영 감독의 2022년 드라마 영화이다. 한해인 등이 출연하였다.

## 출연
- 한해인 - 재이 역
- 이한주 - 건우 역
- 오만석 - 학원 원장 역
- 최희진
- 박미현